# جيمس ر. بارتولوميو
جيمس ر. بارتولوميو (بالإنجليزية: James R. Bartholomew)‏ هو مؤرخ أمريكي، ولد في 30 يونيو 1941.